# Bodinnick
Bodinnick (cornique : Bosdinek) est un petit village du sud-est des Cornouailles, en Angleterre, à 342 kilomètres à l'ouest de Londres. Cet ancien village de pêcheurs se trouve au bord de la rive orientale de la rivière Fowey et en face du petit port de Fowey, lui-même au bord de la rivière. Un petit ferry traverse de Fowey à Bodinnick selon un trajet existant depuis le XIIIe siècle. Bodinnick appartient à la paroisse civile de Lanteglos-by-Fowey.

## Personnalités
La romancière Daphné du Maurier (1907-1989) a vécu à Ferryside, demeure au bord de l'eau de 1931 à 1943, avant de déménager au manoir de Menabilly un peu plus loin. Sa sœur Angela y a vécu la majeure partie de sa vie. La maison est toujours en possession des descendants.